# Ізюмський медичний коледж
Ізюмський медичний коледж — комунальний вищий навчальний заклад І рівня акредитації Харківської обласної ради, що розташований у Ізюмі Харківської області, заснований 1930 року
На базі коледжу діє пункт реєстрації Харківського регіонального центру оцінювання якості освіти.

## Історія
25 липня 1930 року Харківський окружний виконавчий комітет на своєму засіданні ухвалив: "Приймаючи до уваги надзвичайно важкий стан з постачанням округи середньомедичним персоналом, що в зв'язку з приєднанням до Харківської округи Куп'янської та Ізюмської, цей стан набуває ще більш уваги і ставить під загрозу соціально-культурне будівництво округи в галузі охорони здоров"я, вважати за конче потрібне поширити мережу середньомедичних навчальних закладів по окрузі….
Доручити Окрінспектурі негайно приступити до організації медтехнікуму в м. Ізюмі на базі районної лікарні, притягнувши до роботи по організації навчального закладу лікарський персонал і педагогічних робітників району, зважаючи на загрозливе становище з середнім медперсоналом…"
Вже у вересні 1930 року перші 30 чоловік стали навчатися в Ізюмському медичному технікумі. Першим його директором став Рудяк Кирило Мойсейович.
Слід відзначити, що для тих часів технікум мав нове двоповерхове приміщення з світлими аудиторіями, своїм віварієм, їдальнею, просторим спортзалом та анатомічним музеєм.
Вже в 1936 році випускники навчального закладу ліквідували нестачу кадрів у медичних закладах Ізюмщини їх стали направляти на роботу в інші області України і всього Радянського Союзу.
Німецько-радянська війна не тільки припинила роботу фельдшерсько-акушерської школи, але й круто змінила долі її випускників, викладачів та учнів. Вже на початку липня 1941 року весь випуск того року і ті, хто не закінчив навчання, були мобілізовані на фронт. Разом зі своїми вихованцями там же були практично всі викладачі. Всього фронтовими дорогами пройшло 230 випускників ФАШ, понад 200 з них були нагороджені орденами і медалями, випускниця 1941 року Гоцуленко Євгенія Василівна стала Героєм Радянського Союзу, випускник 1935 року Макаренко Микола Федорович у 1943 році став Героєм Радянського Союзу.
Ще продовжували гриміти залпи війни, а постановою Харківського облвиконкому від 25 серпня 1944 року передбачалося негайно відновити роботу Ізюмської фельдшерсько-акушерської школи. Для навчання був виділений напіврозбитий будинок по вул. Свердлова, 79. Учні та викладачі своїми руками, освоївши будівельні спеціальності, привели в належний стан приміщення. Минали перші післявоєнні роки, поступово налагоджувалось життя. В 1954 році навчальний заклад було перейменовано в медичне училище.
З роками зростали кількість учнів та вимоги до навчального процесу.
В 1966 році медичному училищу було передано хоча і старий, але значно просторіший будинок по Старопоштовій вулиці, який на початку ХХ століття використовувався як будівля Ізюмської земської управи. Знову була реконструкція і самовіддана праця учнів та викладачів.
У ці ж роки був збудований гуртожиток, що дало можливість розмістити більшу кількість приїжджих учнів, а також збільшити число аудиторій.
Зараз у системі вищої освіти України розгорнулася широкомасштабна експериментальна робота з огляду на її оновлення відповідно до вимог сьогодення, приєднання України до Болонського процесу.
Зважаючи на вимоги часу, на реалізацію положень Болонської декларації в системі вищої освіти і науки України, колективом навчального закладу була проведена велика робота по наданню училищу статусу коледжу. В березні 2005 року наказом Управління охорони здоров'я Харківської обласної державної адміністрації Ізюмське медичне училище було перейменоване в Ізюмський медичний коледж. З цього часу розпочинається новий відлік в історії навчального закладу.
На сьогоднішній день Комунальний заклад охорони здоров'я Ізюмський медичний коледж — це сучасний акредитований вищий навчальний заклад освіти. В ньому навчаються понад 450 студентів за спеціальностями: лікувальна справа, сестринська справа, акушерська справа. Викладання в навчальному закладі ведуть висококваліфіковані спеціалісти І та вищої категорії, викладачі-методисти. Серед викладачів Золотарьова Олександра Лук'янівна має звання «Відмінник охорони здоров'я», директор Кучеренко Віктор Петрович — «Заслужений лікар України».
За 80 років існування Ізюмський медичний коледж підготував понад 8000 спеціалістів. Важко знайти місто чи район України, країну зарубіжжя, де б не працювали його випускники.
Рівень фахової підготовки випускників коледжу високо оцінюється керівництвом лікувально-профілактичних закладів Харківської області.
Щороку випускники медсестринського відділення, складаючи ліцензований іспит Крок-М, показують високу якість знань, посідаючи місця в першій двадцятці серед медичних училищ і коледжів України, і перші місця серед медичних училищ Харківської області.
Колектив Ізюмського медичного коледжу плідно працює на вимогу об'єктивних потреб забезпечення обсягів якісної підготовки молодших медичних спеціалістів, впровадження ступеневої медсестринської освіти, подальшого надання первинної медико-санітарної допомоги населенню.

### Директори
Директорами Ізюмського медичного коледжу були:
1930—1941 рр. — Рудяк Кирило Мойсеєвич
1944—1956 рр. — Усенко Олена Олександрівна
1956—1962 рр. — Овсяннікова Надія Володимирівна
1962—1965 рр. — Світто Зоя Олексіївна
1965—1977 рр. — Цокота Марія Митрофанівна
1977—1988 рр. — Золотарьова Олександра Лук'янівна
1988—1990 рр. — Довгань Олександр Маркович
з 1990 року — Кучеренко Віктор Петрович.

## Структура, спеціальності
Коледж готує молодших спеціалістів за фахом:
- Лікувальна справа;
- Сестринська справа;
- Акушерська справа.

Галузь знань — 22 Охорона здоров'я 
Спеціальність — 223 Медсестринство
Освітньо-кваліфікаційний ступінь — фаховий молодший бакалавр